# Phulpur
Phulpur là một thị xã và là một nagar panchayat của quận Allahabad thuộc bang Uttar Pradesh, Ấn Độ.

## Địa lý
Phulpur có vị trí 25°31′B 82°49′Đ / 25,52°B 82,82°Đ Nó có độ cao trung bình là 81 mét (265 feet).

## Nhân khẩu
Theo điều tra dân số năm 2001 của Ấn Độ, Phulpur có dân số 21.066 người. Phái nam chiếm 54% tổng số dân và phái nữ chiếm 46%. Phulpur có tỷ lệ 60% biết đọc biết viết, cao hơn tỷ lệ trung bình toàn quốc là 59,5%: tỷ lệ cho phái nam là 70%, và tỷ lệ cho phái nữ là 49%. Tại Phulpur, 17% dân số nhỏ hơn 6 tuổi.